# Улица Тулузы
Улица Тулузы (укр. Вулиця Тулузи) — улица в Святошинском районе города Киева. Пролегает от Кольцевой дороги до проспекта Леся Курбаса, исторически сложившаяся местность (район) Никольская Борщаговка.
Примыкают улица Зодчих и  Бульвар Жюля Верна.

## История
Новая улица была проложена в конце 1960-х годов. Застраивалась вместе с другими улицами жилмассива. 
В 1970 году улица получила современное название — в честь французского города Тулузы.

## Застройка
Улица пролегает в северо-восточном направлении, в конце плавно поворачивает в юго-восточном направлении к проспекту Леся Курбаса. Парная и непарная стороны улицы заняты многоэтажной жилой (9-10-этажные дома) застройкой, учреждениями обслуживания. Конец улицы парная сторона занята многоэтажной жилой застройкой проспекта Леся Курбаса, непарная — Интернациональным парком.
Учреждения:
1. дом № 6 — лицей № 198